# Puerto Rico Open 1988
Il Puerto Rico Open 1988 è stato un torneo di tennis giocato sul cemento. È stata la 6ª edizione del torneo, che fa parte della categoria Tier IV nell'ambito del WTA Tour 1988. Si è giocato a San Juan, in Porto Rico, dal 10 al 16 ottobre 1988.

## Campionesse

### Singolare
Anne Minter ha battuto in finale  Mercedes Paz con il punteggio di 2–6, 6–4, 6–3

### Doppio
Patty Fendick /  Jill Hetherington hanno battuto in finale  Gigi Fernández /  Robin White con il punteggio di 6–4, 6–2